# برنهارد كيلر
برنهارد كيلر (بالألمانية: Bernhard Keller) (و. 1967 – م) هو مصور سينمائي، ومونتير من ألمانيا. ولد في غرايفسفالت.

## وصلات خارجية
- برنهارد كيلر على موقع IMDb (الإنجليزية)
- برنهارد كيلر على موقع ألو سيني (الفرنسية)
- برنهارد كيلر على موقع أول موفي (الإنجليزية)
- برنهارد كيلر على موقع قاعدة بيانات الأفلام السويدية (السويدية)
- برنهارد كيلر على موقع قاعدة بيانات الفيلم (الإنجليزية)
- برنهارد كيلر على موقع كينوبويسك (الروسية)